# هنر مسابقه در باران
هنر مسابقه در باران به (انگلیسی:The Art of Racing in the Rain) یک فیلم کمدی-درام محصول آمریکا به کارگردانی سایمن کورتیس در سال ۲۰۱۹ است.

## بازیگران
- کوین کاستنر
- میلو ونتیمیگلیا
- آماندا سیفرید
- کتی بیکر
- مارتین دونوان
- گری کول